# Medard Cibicki
Medard Ludwik Cibicki (ur. 3 lutego 1895 w Krakowie, zm. w czerwcu 1942 w Wołominie) – major dyplomowany kawalerii Wojska Polskiego.

## Życiorys
Urodził się 3 lutego 1895 w Krakowie, jako syn Wojciecha. 19 sierpnia 1920 roku został zatwierdzony z dniem 1 kwietnia 1920 roku w stopniu kapitana, w piechocie, w grupie oficerów byłej armii austro-węgierskiej. Pełnił wówczas służbę w 3 Dywizji Legionów. 16 lutego 1921 roku został przeniesiony „na skutek wniesionego podania z etatu oficerów piechoty na etat oficerów jazdy”. 1 czerwca 1921 roku pełnił służbę w V Brygadzie Jazdy, a jego oddziałem macierzystym był 2 pułk Ułanów Grochowskich. 3 maja 1922 roku został zweryfikowany w stopniu rotmistrza ze starszeństwem z dniem 1 czerwca 1919 roku i 128. lokatą w korpusie oficerów jazdy (od 1924 roku – kawalerii). Jego oddziałem macierzystym był 2 pułk Szwoleżerów Rokitniańskich. W tym czasie przysługiwał mu tytuł adiutanta sztabowego. Do jesieni 1923 roku był szefem sztabu V Brygady Jazdy w Krakowie, pozostając oficerem nadetatowym 2 pułku Szwoleżerów Rokitniańskich w Bielsku. Z dniem 2 listopada 1923 roku został przydzielony do 2 pułku szwoleżerów z jednoczesnym odkomenderowaniem na jednoroczny kurs doszkolenia w Wyższej Szkole Wojennej w Warszawie. Z dniem 15 października 1924 roku, po ukończeniu kursu i otrzymaniu dyplomu naukowego oficera Sztabu Generalnego, został przydzielony do dowództwa 9 Samodzielnej Brygady Kawalerii w Baranowiczach na stanowisko szefa sztabu. 3 maja 1926 roku został mianowany majorem ze starszeństwem z dniem 1 lipca 1925 roku i 19. lokatą w korpusie oficerów kawalerii. 11 października 1926 roku został przeniesiony do 3 pułku Ułanów Śląskich w Tarnowskich Górach na stanowisko dowódcy szwadronu. 31 października 1927 roku został przeniesiony do kadry oficerów kawalerii z równoczesnym przydziałem do dowództwa 16 Pomorskiej Dywizji Piechoty w Grudziądzu na stanowisko szefa sztabu. 23 sierpnia 1929 roku został przeniesiony do 8 pułku strzelców konnych w Chełmnie, a 31 marca 1930 roku wyznaczony na stanowisko zastępcy dowódcy tego oddziału. Z dniem 30 września 1931 roku został przeniesiony w stan spoczynku.
W 1934 roku pozostawał w ewidencji Powiatowej Komendy Uzupełnień Małkinia. Posiadał przydział do Oficerskiej Kadry Okręgowej Nr I. Był wówczas „w dyspozycji dowódcy Okręgu Korpusu Nr I”.
W 1936 roku był komendantem „Strzelca” w Wołominie. W czasie okupacji niemieckiej został pierwszym komendantem Obwodu Służby Zwycięstwu Polski, a następnie Związku Walki Zbrojnej. W lipcu 1940 roku został zatrzymany i przewieziony na Pawiak, lecz wkrótce zwolniony. 25 kwietnia 1941 roku został ponownie zatrzymany w łapance. 17 września 1941 roku został zwolniony jako jedyny z zatrzymanych z kwietniowej obławy. Podjął pracę na Poczcie Głównej na Placu Napoleona w Warszawie. Po jego zatrudnieniu na poczcie doszło do aresztowań członków ruchu oporu. Podejrzenia zostały skierowane na jego osobę. W czerwcu 1942 roku na skrzyżowaniu ulicy Przejazd (obecnie Mieczysława Sasina) z ulicą Gdyńską został zastrzelony przez nieznanych sprawców. Został pochowany na cmentarzu w Kobyłce.

## Ordery i odznaczenia
- Krzyż Walecznych (trzykrotnie – „za czyny męstwa i odwagi wykazane w bojach toczonych w latach 1918–1921”)[21]
- Srebrny Krzyż Zasługi (16 marca 1928)[22][23]
- Medal 10 Rocznicy Wojny Niepodległościowej (Łotwa, 1929)[24]